# 富田林市立藤沢台小学校
富田林市立藤沢台小学校（とんだばやししりつ ふじさわだいしょうがっこう）は、大阪府富田林市藤沢台二丁目にある公立小学校。

## 通学区域
- 藤沢台三丁目及び四丁目、藤沢台一丁目及び二丁目と五丁目から七丁目、津々山台一丁目1番、五軒家一丁目のうち次の区域（451番地、1276から1284番地、1285番地の1、1317から1319番地）、大字廿山のうち次の区域(394番地の3から599番地、636番地、637番地、1281から1292番地[1]

※卒業後は基本的に富田林市立葛城中学校又は富田林市立藤陽中学校に進学する。